# Aslan Mussin

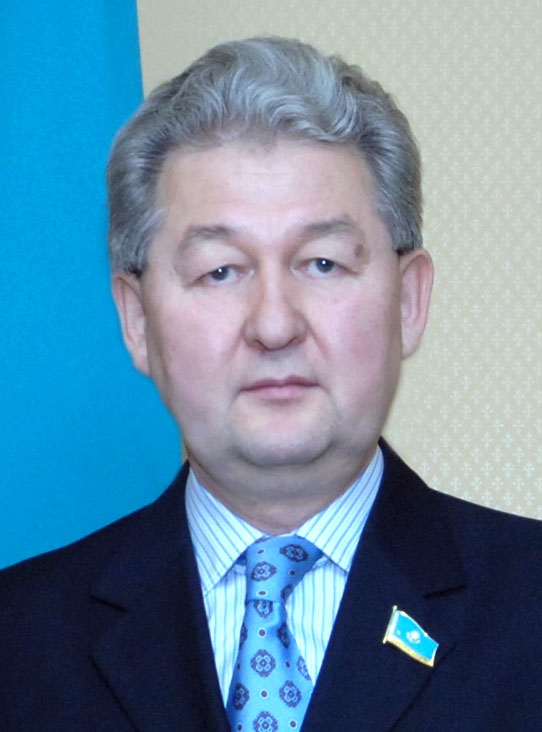
Aslan Mussin, 2008

Aslan Jesbolajuly Mussin (kasachisch Аслан Есболайұлы Мусин, russisch Аслан Еспулаевич Мусин Aslan Jesbolajewitsch Mussin; * 2. Januar 1954 in Bestamak, Kasachische SSR) ist ein kasachischer Politiker (Amanat).

## Leben
Aslan Mussin wurde 1954 im Dorf Bestamak im heutigen Audan Algha im Gebiet Aqtöbe geboren. Er absolvierte das Institut für Volkswirtschaft in Alma-Ata und erlangte 1975 einen Abschluss in Wirtschaftswissenschaft.
Von Juni bis Dezember 1994 war er zunächst stellvertretender Leiter der Gebietsverwaltung des Gebietes Aqtöbe und zudem Leiter der regionalen Wirtschaftsabteilung. Ab September 1995 bekleidete er dann den Posten des Äkim (Gouverneur) des Gebietes Aqtöbe. Am 3. April 2002 wurde er dann zum Äkim des benachbarten Gebietes Atyrau ernannt. Anschließend wurde er am 4. Oktober 2006 als Minister für Wirtschaft und Haushaltsplanung ein Mitglied der kasachischen Regierung und ab Januar 2007 war er zugleich stellvertretender Premierminister. Im August 2007 wurde er von seinem Ministerposten entlassen, war aber nach wie vor stellvertretender Premierminister. Nach der kasachischen Parlamentswahl im August 2007 wurde er Abgeordneter für die Partei Nur Otan in der Mäschilis und in der Sitzung am 2. September zum Vorsitzenden gewählt. Im Oktober 2013 wurde Mussin dann zum Leiter der Präsidialverwaltung ernannt. Nach rund vier Jahren auf diesem Posten wurde er im September 2012 Vorsitzender des Rechnungsprüfungsausschusses für die Kontrolle des staatlichen Budgets. Vom 4. März 2014 bis zum 4. Januar 2017 war er Botschafter Kasachstans in Kroatien.

## Familie
Aslan Mussin ist verheiratet und hat drei Kinder.